# Citroën GT
Citroën GT – supersamochód, który zadebiutował 2 października na Paris Motor Show 2008. Wyposażony w silnik benzynowy V8 o mocy 482 KW (646 KM) + funkcję overboost; zwiększający moment obrotowy i dodający aż 138 KM (w grze w najmocniejszej wersji "concept" to 4 silniki elektryczne generujące 591 KW (804 KM) i 2495 Nm momentu obrotowego). Od 0 do 100 km/h samochód rozpędza się w 3,6 s. a prędkość maksymalna może wynieść nawet 330 km/h. Samochód jest dziełem współpracy między francuskim Citroënem i japońskim deweloperem Polyphony Digital. Według projektanta Jean Pierre Ploué zostanie wyprodukowanych tylko 6 jednostek. Cena detaliczna jednego egzemplarza ma wynieść ok. 2,1 mln USD.

## Design

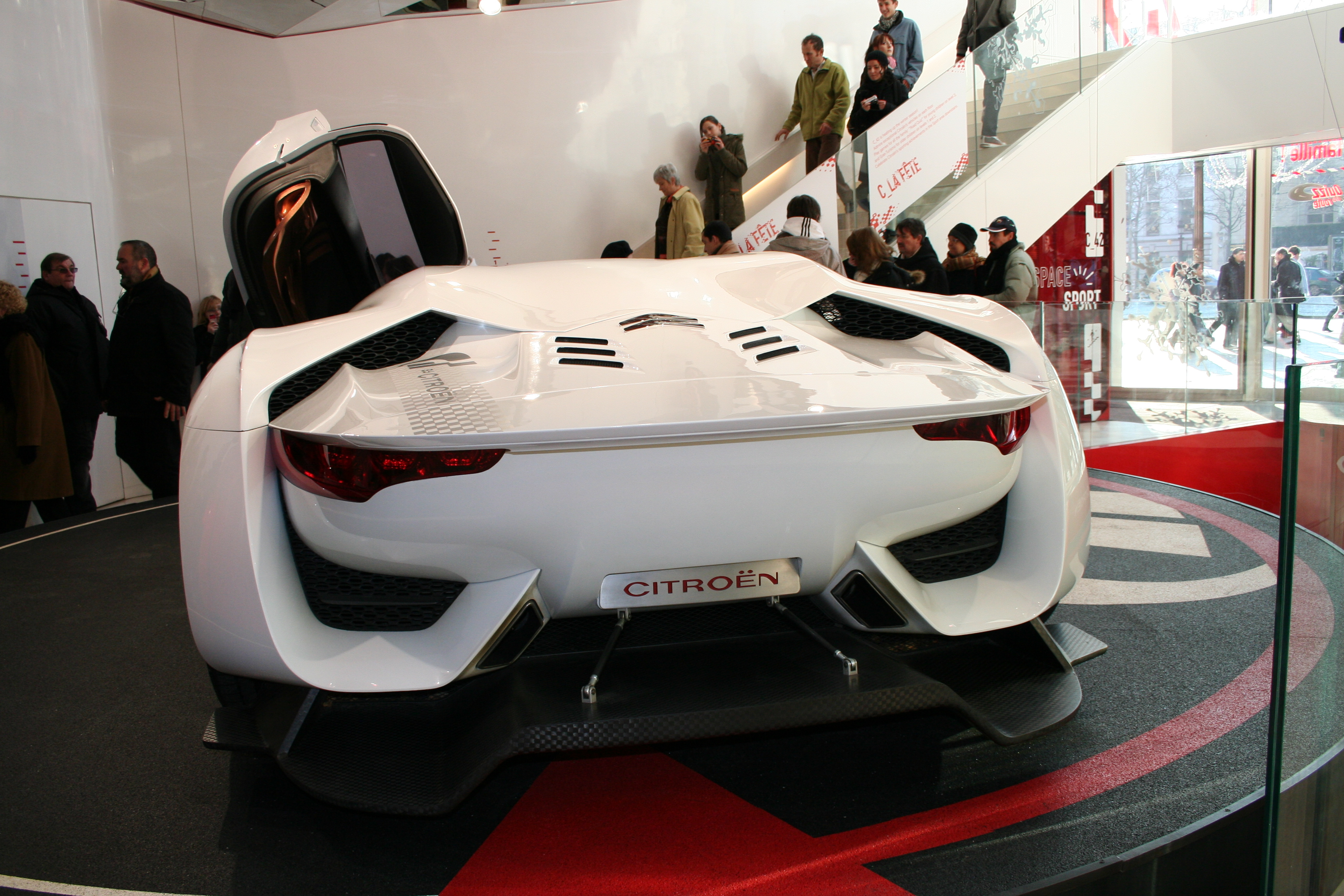
Citroën GT tył

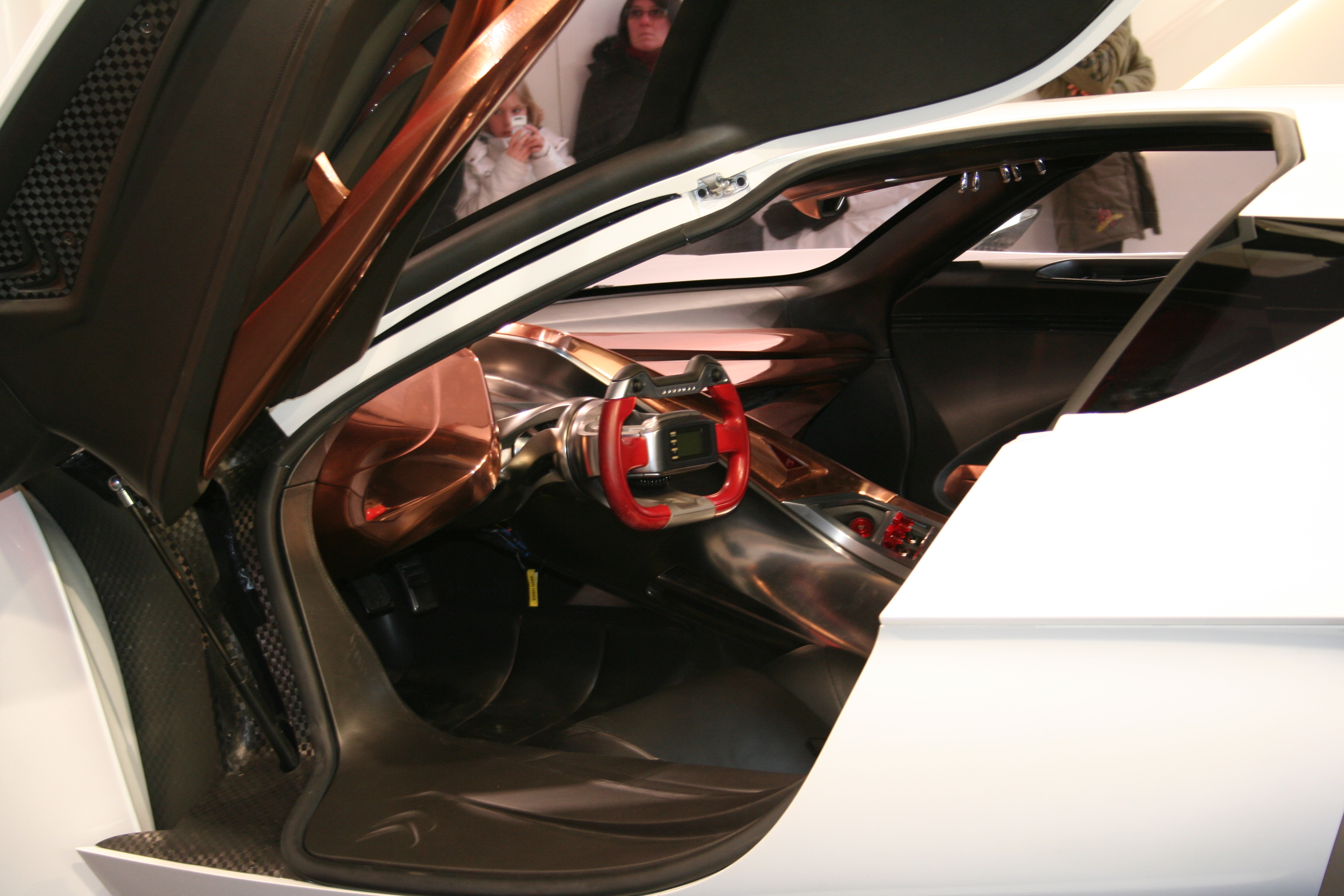
Citroën GT wnętrze

Koncepcja została specjalnie zaprojektowana dla gier z serii Gran Turismo – Gran Turismo 5, Gran Turismo 5: Prologue na PlayStation 3 oraz Gran Turismo wydanej na konsolę PlayStation Portable. Stworzono i sprzedano projekt zarówno Polyphony Digital jak i Citroënowi. Louis Vuitton projektował wnętrze tego auta.

## Citroën
Samochód na zewnątrz zaprojektował Takumi Yamamoto, japoński projektant z Jean-Pierre Ploué's Style Studio. Członek zespołu Citroën. Takumi Yamamoto od dzieciństwa był przyjacielem Kazunori Yamauchi, dyrektora Polyphony Digital i twórcy popularnego Gran Turismo, znanego także jako "GT". Zgodnie z Yamauchi wywiad z Paris Motor Show 2008, on i Yamamoto rozpoczęli współpracę nad tym projektem już w 2003 roku. W komunikacie prasowym opublikowanym na Północno Amerykańskich oficjalnych forach gry Gran Turismo Citroën oraz Polyphony Digital opisują współpracę jako "wspólny wysiłek". Yamamoto przekonany przez Jean-Pierre Ploué zgodził się do przedstawienia swojej koncepcji na targach w Paryżu. Samochód cieszył się niezwykłym zainteresowaniem gości i wzbudził entuzjazm. Skutkiem tego była jednogłośna zgoda na rozpoczęcie procesu produkcji i wytwarzania prawdziwych samochodów pod marką Citroën. Koncepcja tyłu samochodu została starannie zaprojektowana, aby gracze rzeczywiście zobaczyli model w grze, ponieważ jest to bardziej skuteczne, twierdzi Yamamoto.

## Polyphony Digital
Polyphony Digital jest światowym liderem wyścigowych symulacji, deweloper sprzedał ponad 50 milionów egzemplarzy wszystkich gier od 1998 roku. Polyphony Digital współpracuje z japońskim życiem motoryzacyjnym. Projektuje wiele części i tunerów do samochodów, głównie związanych z Nissanem (Polyphony Digital i Nissan współpracują od stycznia (2002). Aerodynamiczne części przyczyniły się do rozwoju wielu samochodów; Nissan 350Z (2002), Nissan Skyline (2004), Honda S2000 (2003), Nissan Fairlady Z, czyli seria Z (2005). Tokio Auto Salon prezentuje te modele.
Większość z tych samochodów musiała mieć swój wirtualny odpowiednik biorący udział w grze Gran Turismo. Niektóre części zaprojektowane przez Polyphony Digital, takie jak do Opera Carmate Z, pełnią funkcję aerodynamiczną, w skład wchodzą: przedni zderzak, listwy boczne, tylne światła, zderzak tylny i spoiler. Ostatecznie zostały wyprodukowane i sprzedane jako japoński tuning Opery Performance jako Nissan 350Z RS aero kit. Polyphony obejmuje także wnętrze Nissana GT-R. W GT projekt i jego pełny proces produkcyjny to duży krok w projektowaniu dla Polyphony Digital.